# Tux (Tirol)
Tux ist eine Gemeinde mit 1927 Einwohnern (Stand 1. Jänner 2024) im Bezirk Schwaz und im Gerichtsbezirk Zell am Ziller im österreichischen Bundesland Tirol.

## Geografie
Die Gemeinde Tux liegt im hinteren und größten Teil des Tuxertals, welches die Tuxer Alpen (orographisch links) von den Zillertaler Alpen (rechts) trennt und eines der vier Seitentäler des Zillertals ist, das bei Mayrhofen südwestwärts abzweigt. Das Tuxertal ist dichter besiedelt als die anderen Seitentäler des Zillertales, da auch die klimatischen Bedingungen etwas günstiger sind. Das Gemeindegebiet von Tux reicht dabei bis zum 3476 m hohen vergletscherten Olperer und bis zum 2338 m hohen Tuxer Joch, einem schon in der Frühzeit vielbegangenen Übergang zwischen dem Zillertal und dem Schmirntal und weiter ins Wipptal. Weitere markante Erhebungen im Gemeindegebiet sind die 3288 m hohe Gefrorene-Wand-Spitze und der 3231 m hohe Hoher Riffler. Die höchstgelegenen Bauernhöfe liegen auf 1630 m.
Das Gemeindegebiet erstreckt sich über 11.111 ha, wovon der größte Teil (5.592 ha) auf Almen und Alpen und 2.550 ha auf Wald entfällt. Rund 90 % der Waldfläche von Tux sind als Schutzwald ausgewiesen.
2006 erfolgte die Ausdehnung des 1991 geschaffenen Hochgebirgs-Naturpark Zillertaler Alpen auf das Gebiet der Gemeinde Tux, welche damit zur Naturparkgemeinde wurde.

### Ortsteile
Die Gemeinde Tux besteht aus den fünf Ortsteilen Tux-Vorderlanersbach (mit den Weilern Berg, Schöneben, Außerrettenbach und Gemais), Tux-Lanersbach, Juns, Madseit und Hintertux. Die Änderung der Ortschaftsnamen von Lanersbach und Vorderlanersbach in Tux-Lanersbach und Tux-Vorderlanersbach wurde am 25. Jänner 2005 durch die Landesregierung bekannt gemacht. Zuvor gab es schon einige Zeit die Gemeinde Tux, jedoch keinen Ort mit diesem Namen.

#### Tux-Vorderlanersbach

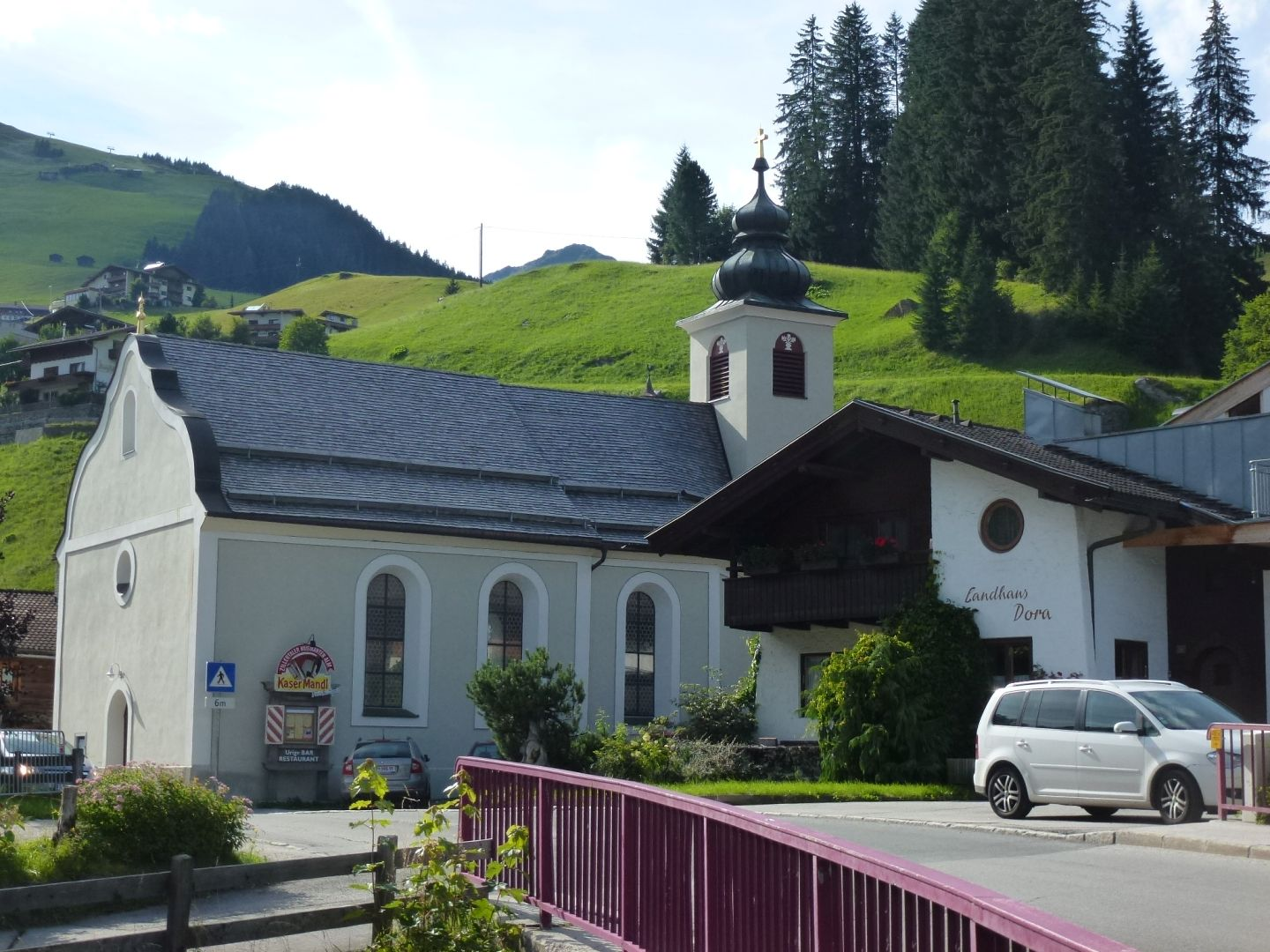
Kirche in Vorderlanersbach

(1257 m ü. A.) ist der erste Ortsteil an der Straße von Finkenberg. Am Berghang oberhalb des Ortes liegen die Weiler Schöneben und Gemais. Die Bauernschaft Gemais auf 1450 m wurde aufgrund ihrer stilistischen Geschlossenheit, die bis ins 17. Jahrhundert zurückreicht, unter Denkmalschutz gestellt. Sie entwickelte sich aus einem ehemaligen Schwaighof. Das 2292 m hoch gelegene Geiseljoch auf dem Weg ins Inntal war früher ein vielbegangener Weg für den Warenaustausch zu den Märkten in Hall in Tirol und Innsbruck.
Von Vorderlanersbach erschließt eine Einseil-Umlaufgondel das Skigebiet Rastkogel, das mit den benachbarten Skigebieten Penken und Eggalm verbunden ist.

Historische Aufnahmen von Vorderlanersbach
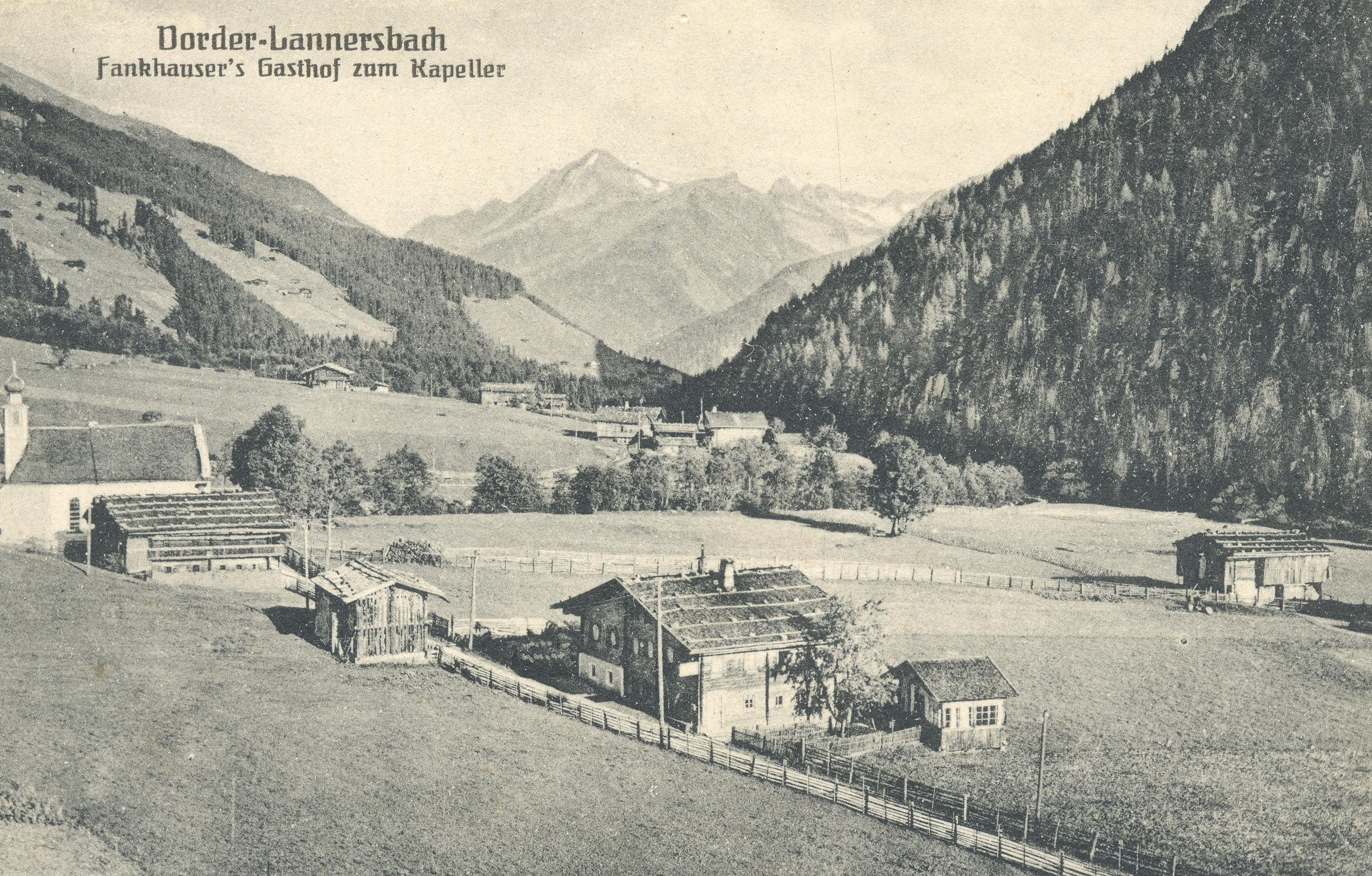
Vorderlanersbach (vor 1910)
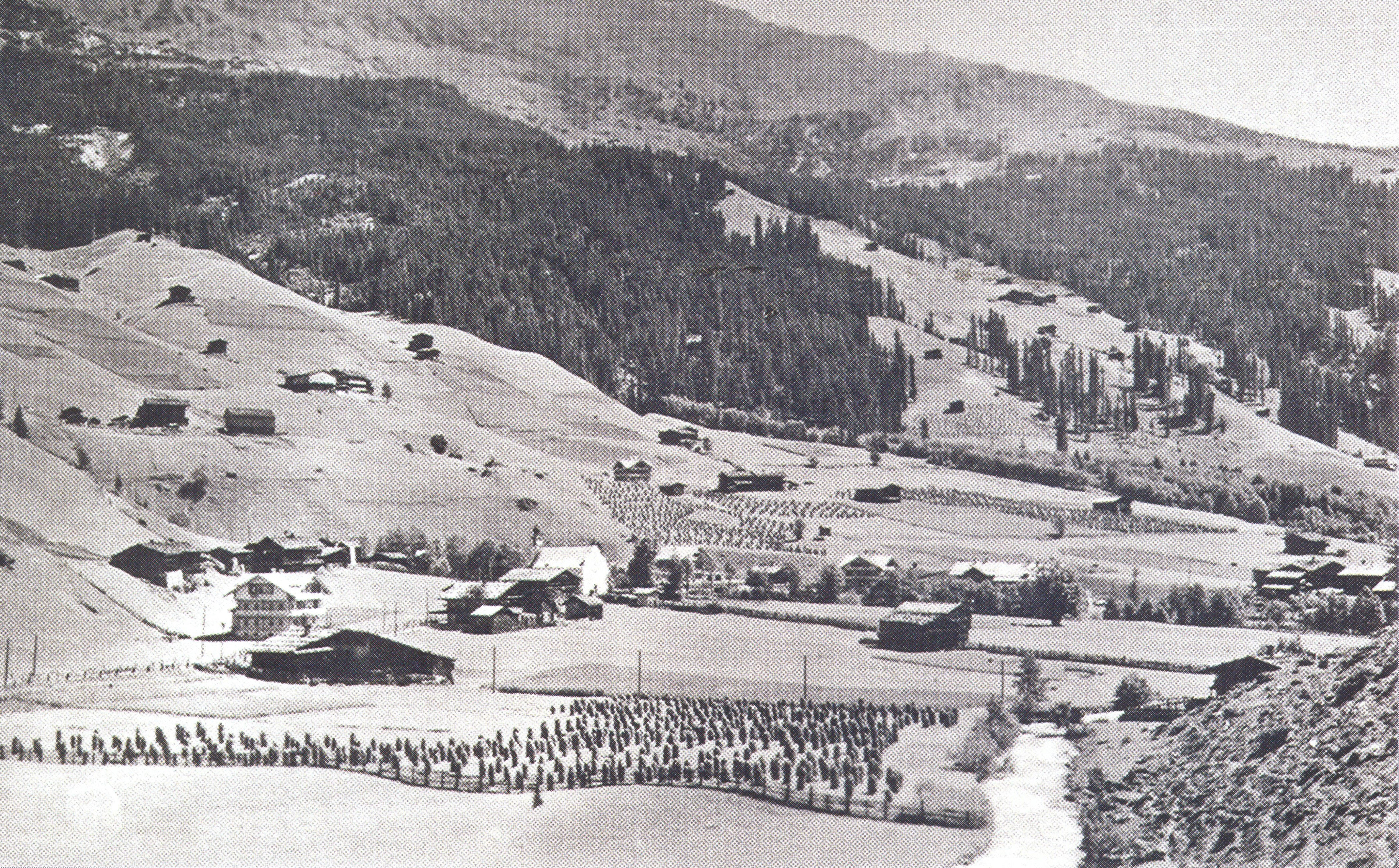
Vorderlanersbach (um 1930)
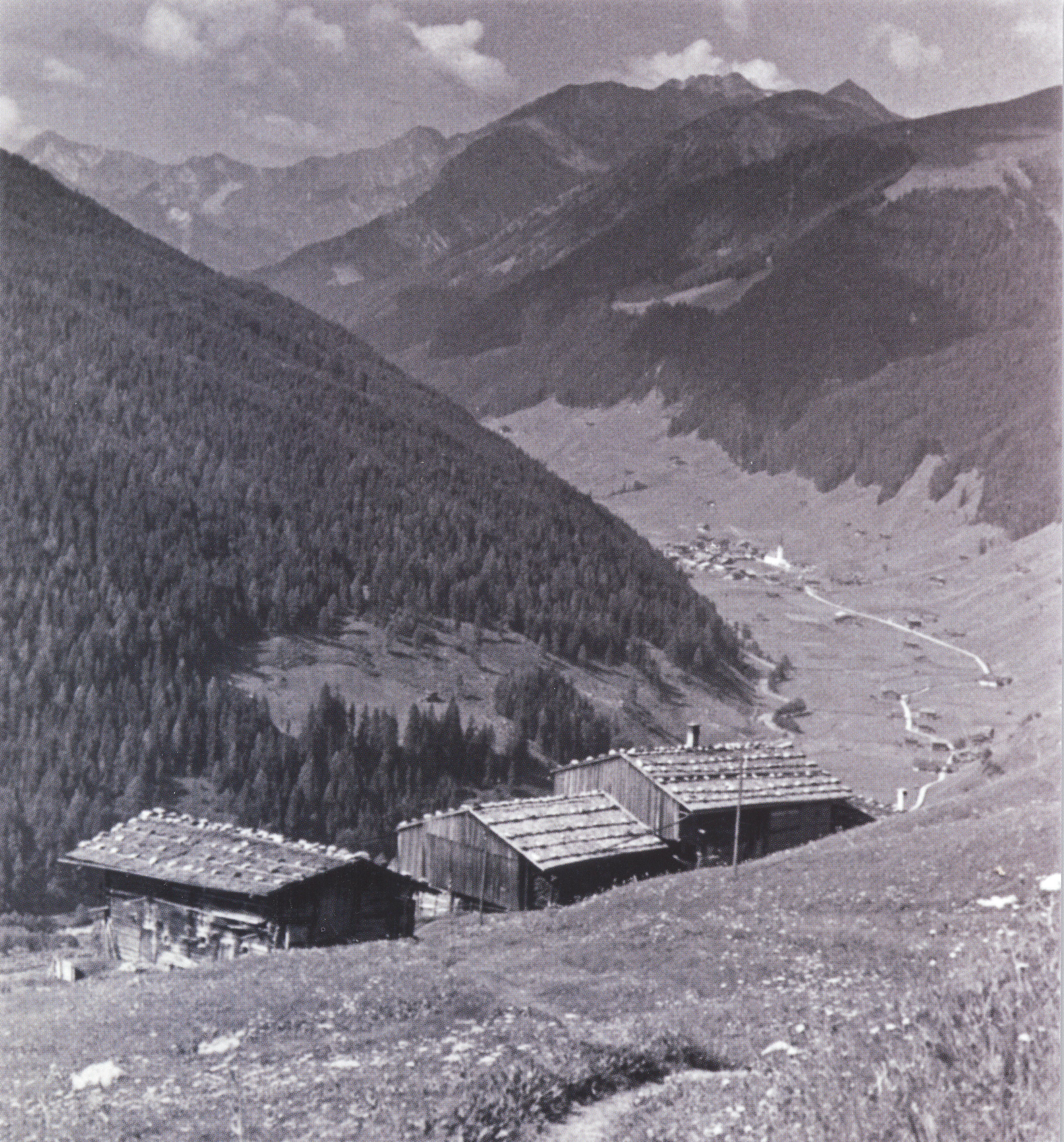
Vorderlanersbach (um 1930)
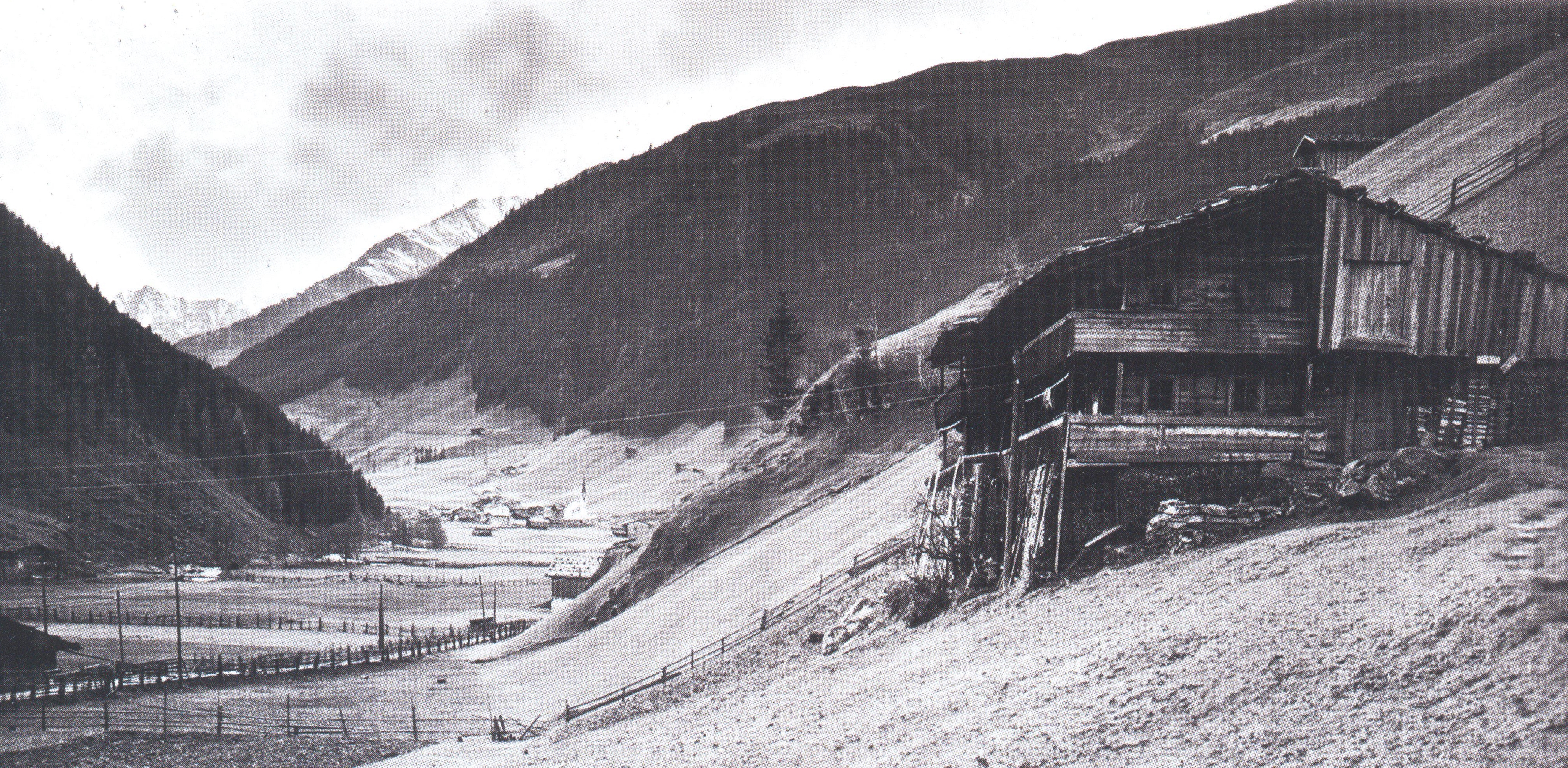
Vorderlanersbach (1928)

#### Tux-Lanersbach
Das Zentrum (1281 m ü. A.) liegt etwa zwei Kilometer hinter Vorderlanersbach und bildet den kulturellen und gesellschaftlichen Mittelpunkt der Gemeinde Tux. Beide Ortsteile gehen inzwischen nahtlos ineinander über. Lanersbach ist sowohl Sitz der Gemeinde Tux, als auch der seit 1891 bestehenden Pfarre.
Die Pfarrkirche St. Thomas in Lanersbach wurde 1686 anstelle einer früheren gotischen Kirche errichtet und 1750 barockisiert. Der Sitz des Tourismusverbandes, das Veranstaltungszentrum TuxCenter, die Volks- und Mittelschule und das Kinderbetreuungszentrum befinden sich ebenfalls in Lanersbach.
In der südlich des Ortes auf der 1710 m hoch liegenden Loschbodenalm befindlichen Höllensteinhütte (Zillertaler Alpen) ist ein kleines Bauernmuseum eingerichtet.
Eine Einseilumlaufbahn führt in das Ski- und Wandergebiet der Eggalm auf der anderen Talseite (Tuxer Alpen).

Historische Aufnahmen von Lanersbach
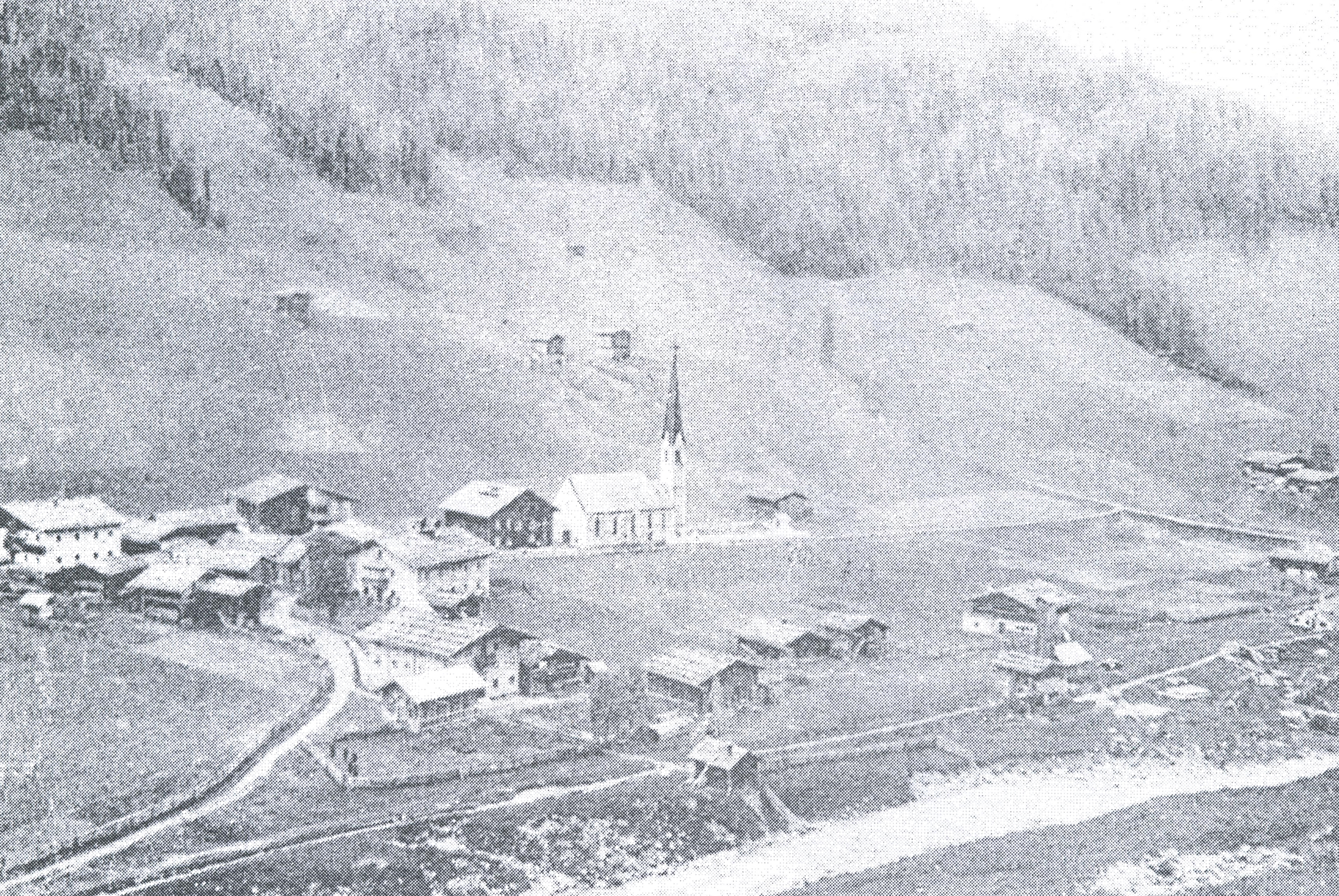
Lanersbach um 1900
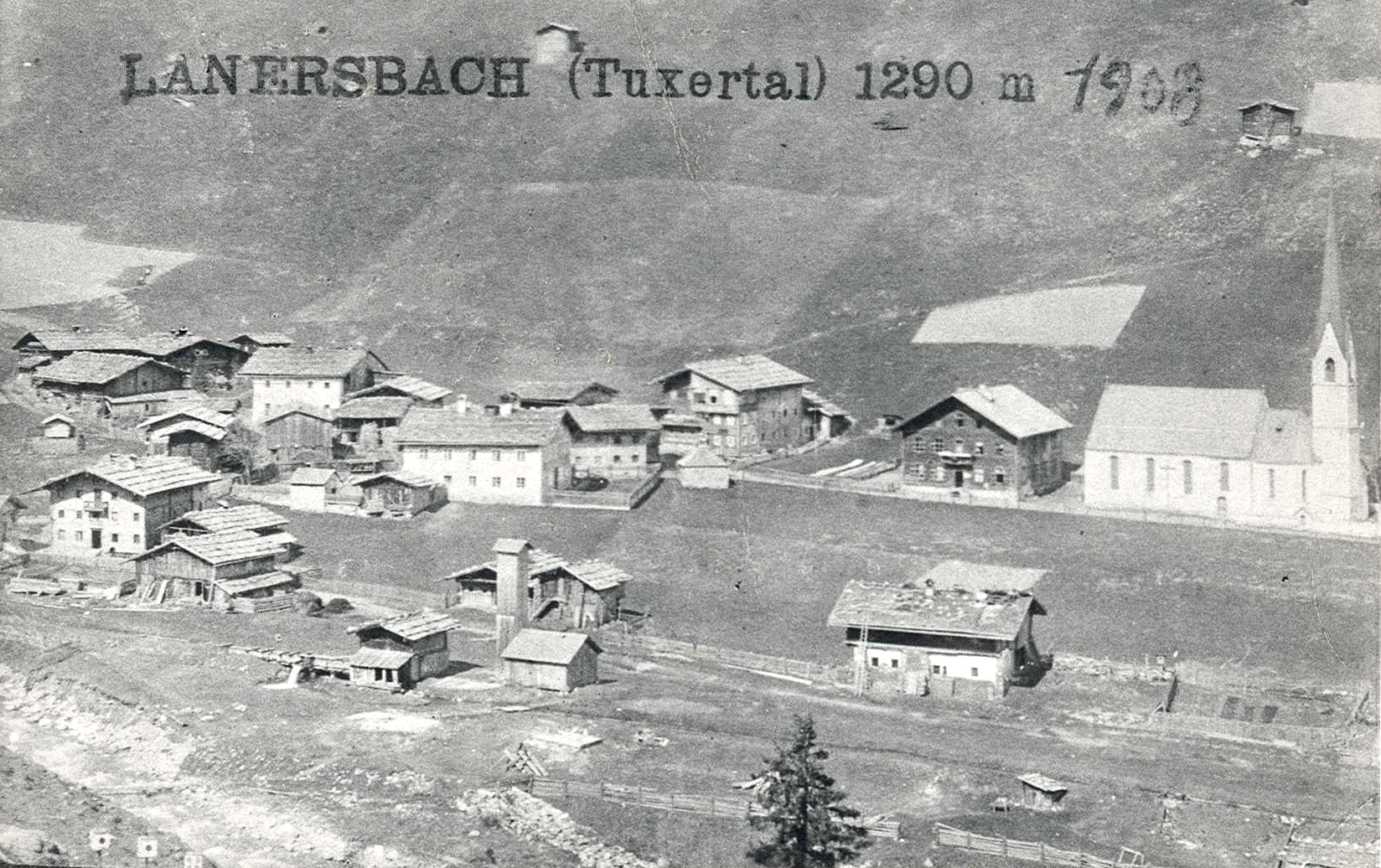
Lanersbach 1908
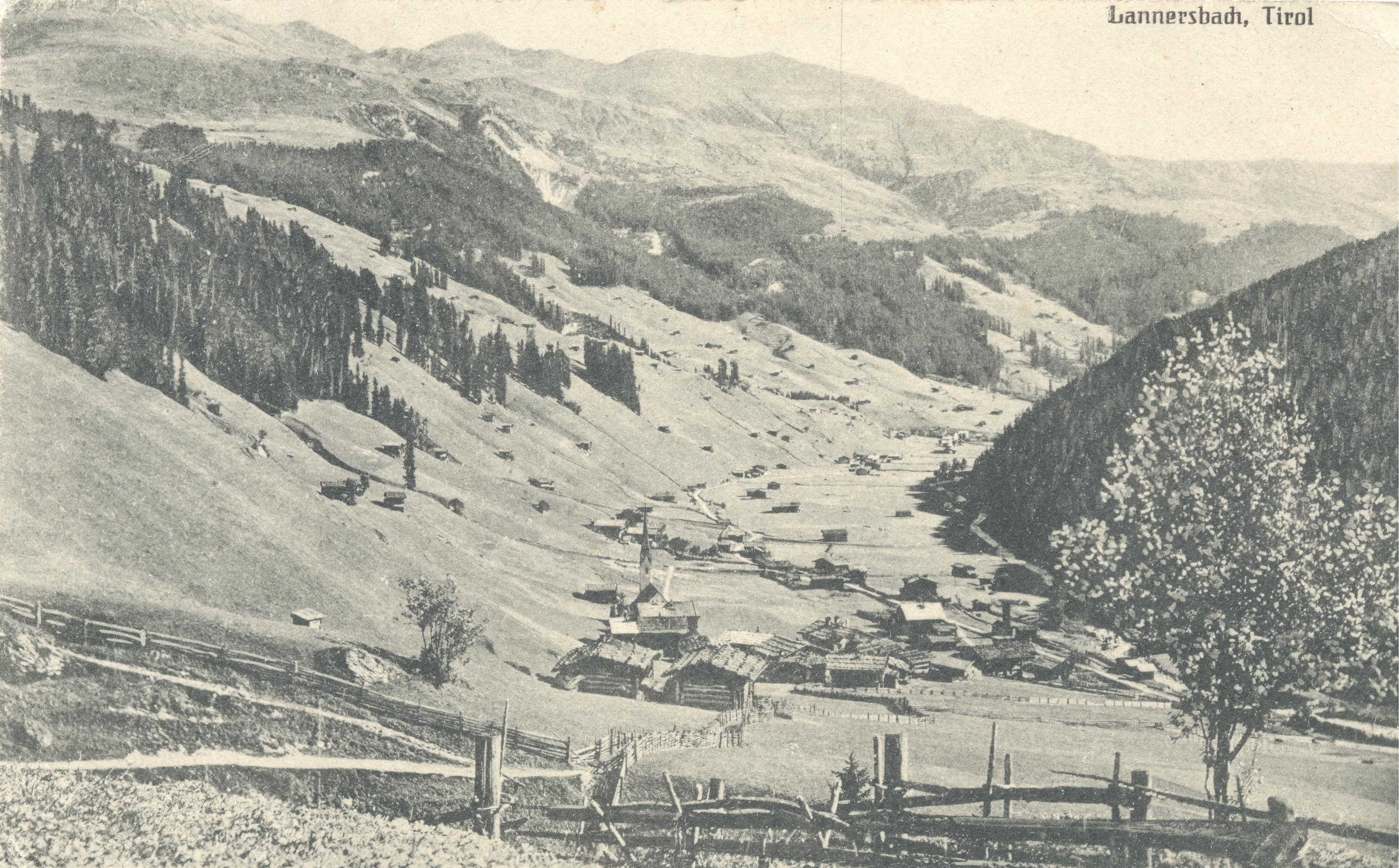
Lanersbach um 1920
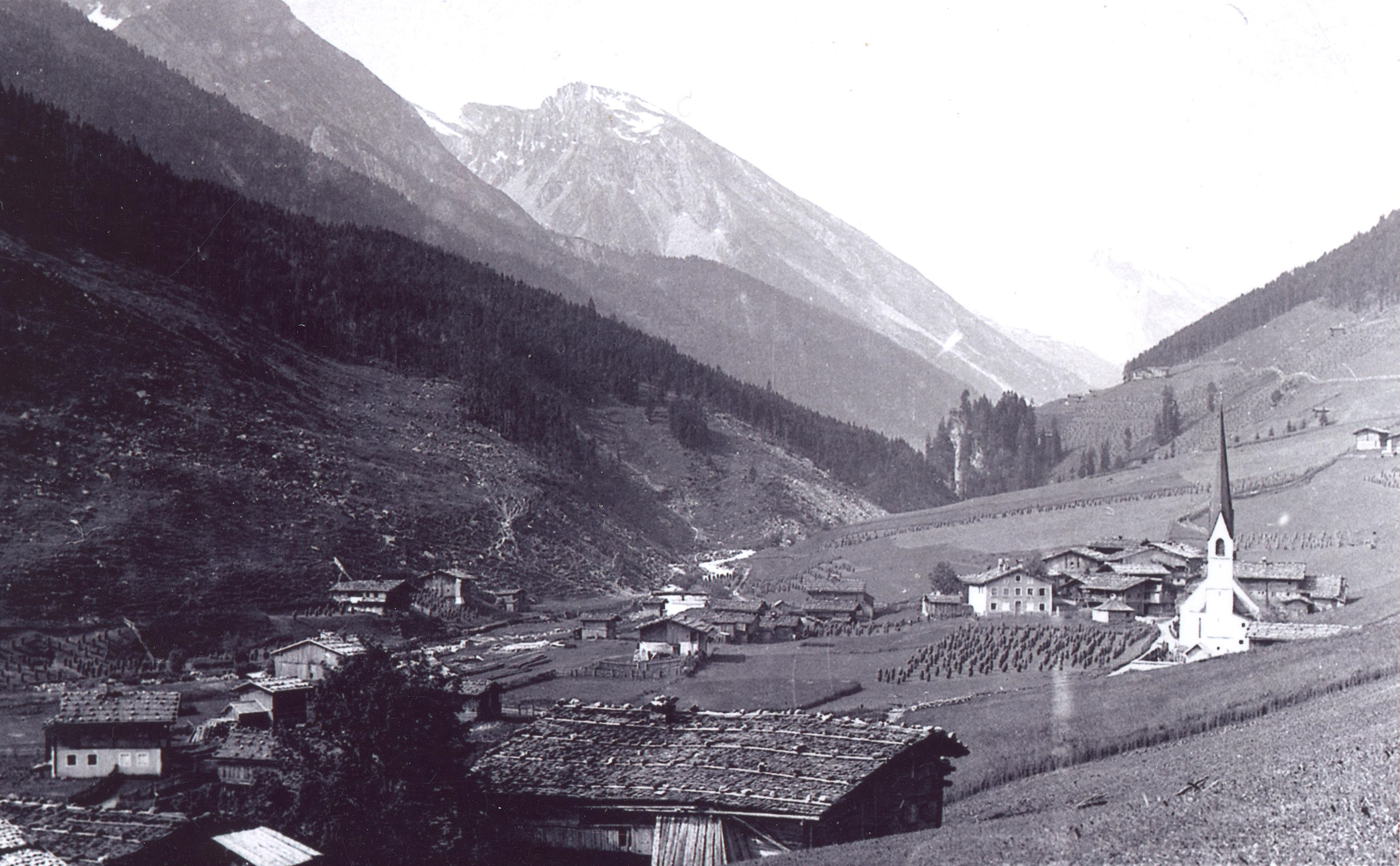
Lanersbach um 1930

#### Juns

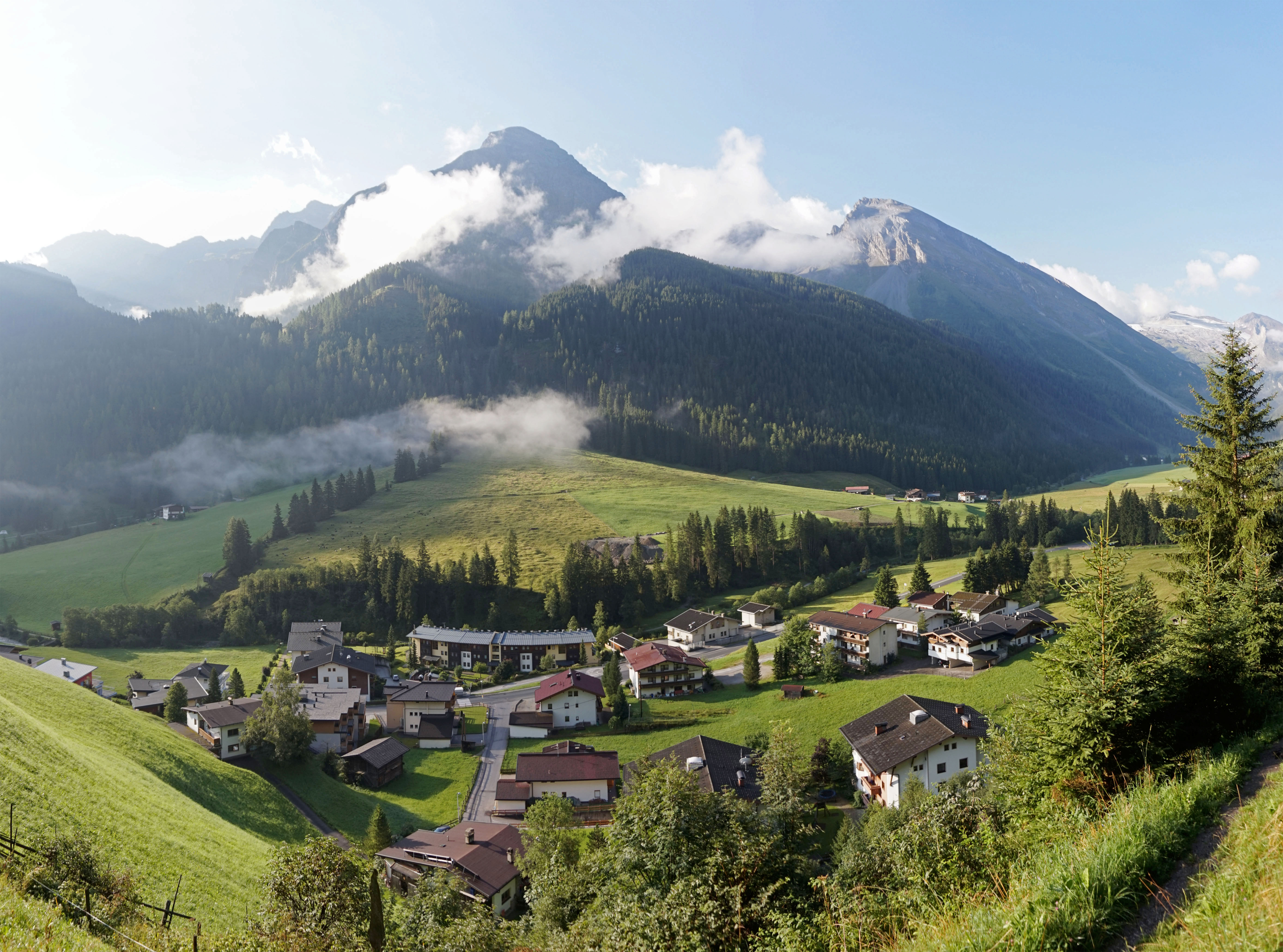
Teil von Juns (2017)

(1340 m ü. A.) ist ein langgezogenes Dorf etwa 2 km taleinwärts hinter Lanersbach. Es besteht aus einigen kleineren Hotelbauten und Wohnhäusern. Sehenswert ist eine Schaumühle, in der noch vor wenigen Jahrzehnten die hier angebaute Gerste gemahlen wurde. In Juns enden zwei ca. 5 km lange Rodelbahnen, die von der Höhlensteinhütte und der Grieralm herabführen. Die Bahnen sind beleuchtet, so dass ein Abendrodeln möglich ist.

#### Madseit

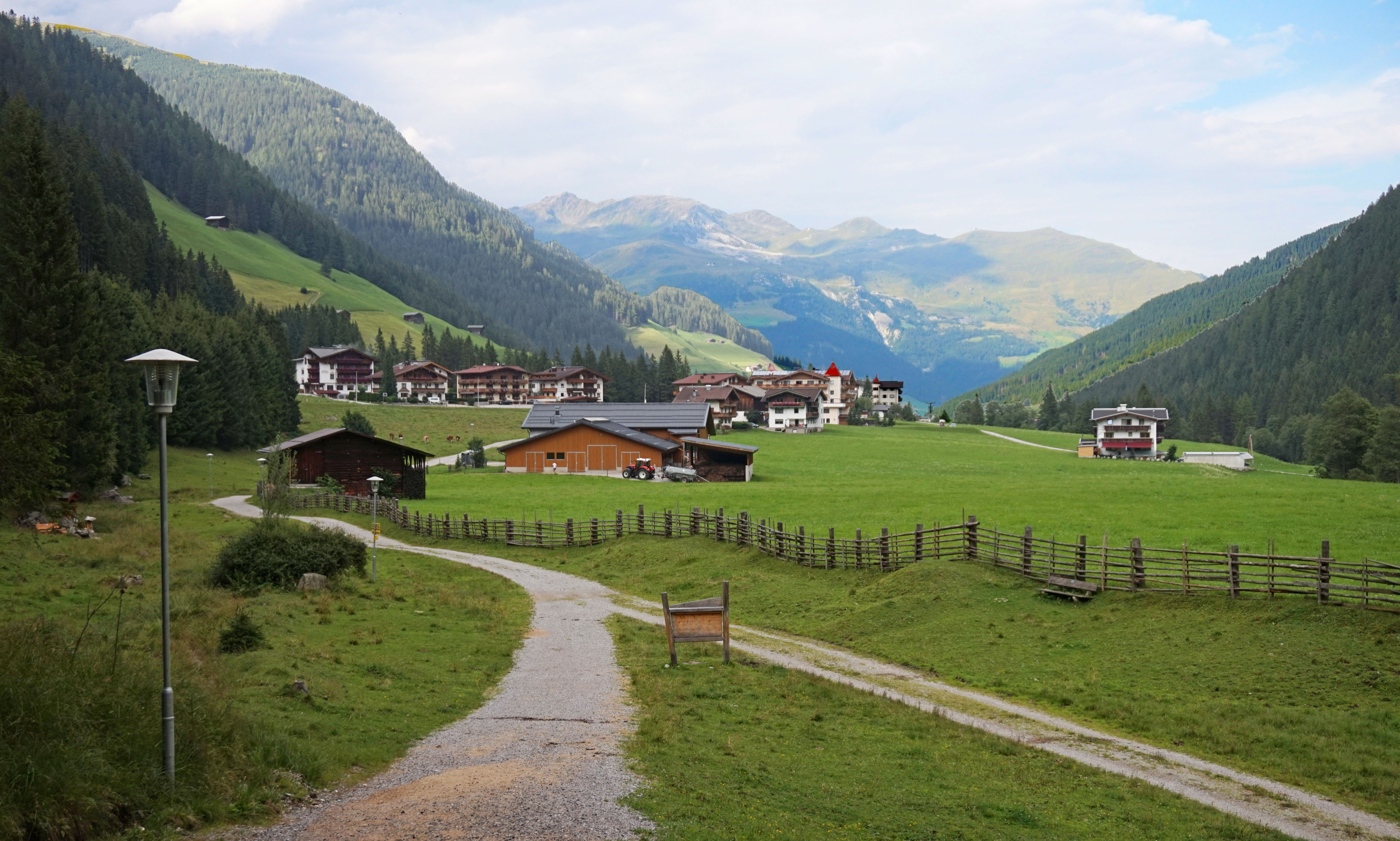
Madseit im Sommer (2017)

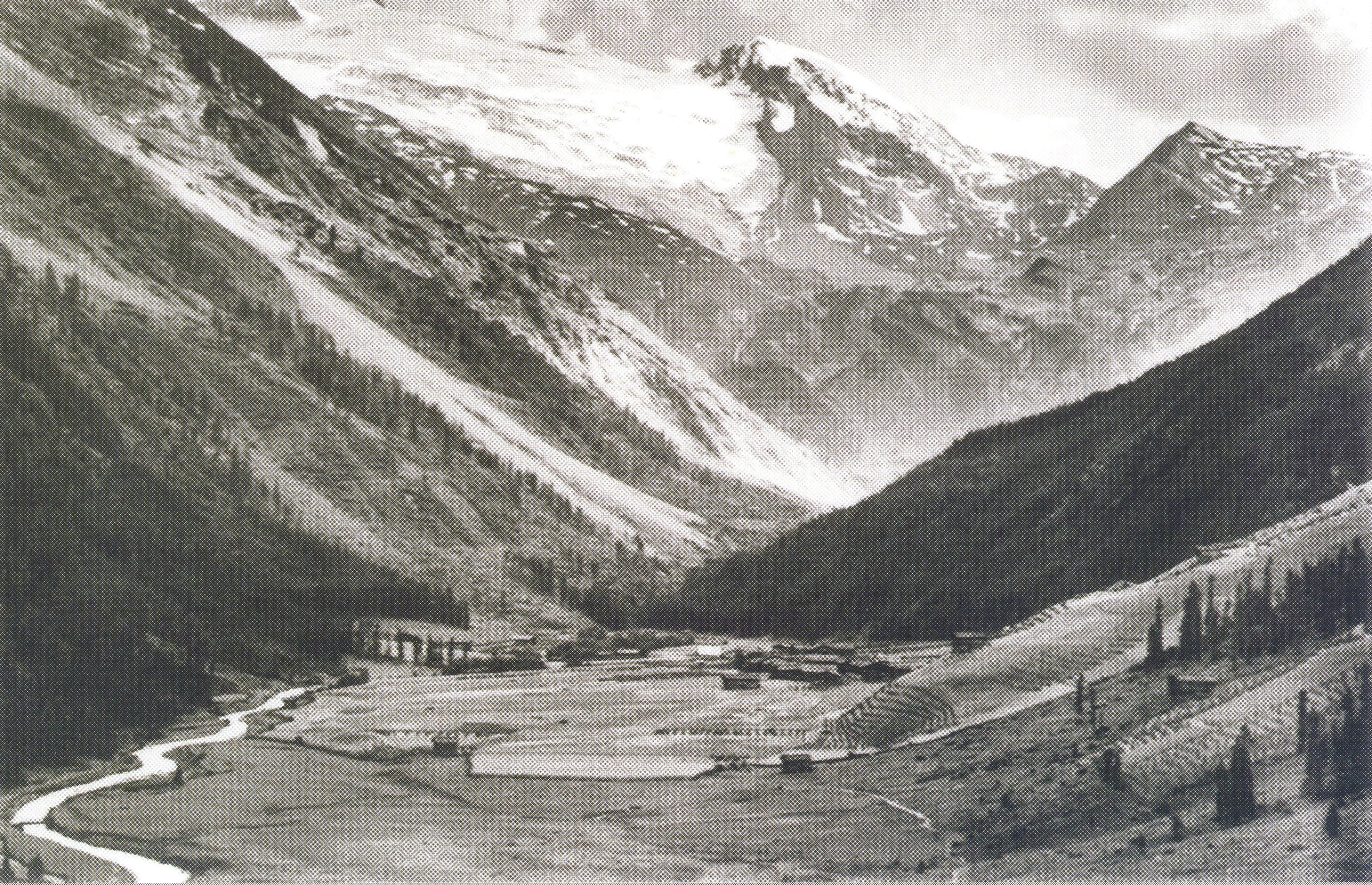
Madseit um 1930 mit dem Hintertuxer Gletscher im Hintergrund

(1402 m ü. A.) liegt hinter dem Ortsteil Juns und ist eine kleine Siedlung mit einigen Hotelbauten, Pensionen und Wohnhäusern. Hinter der kleinen Siedlung, an der Mündung des Madseitbachs in den Tuxerbach, verengt sich das Tal.

#### Hintertux

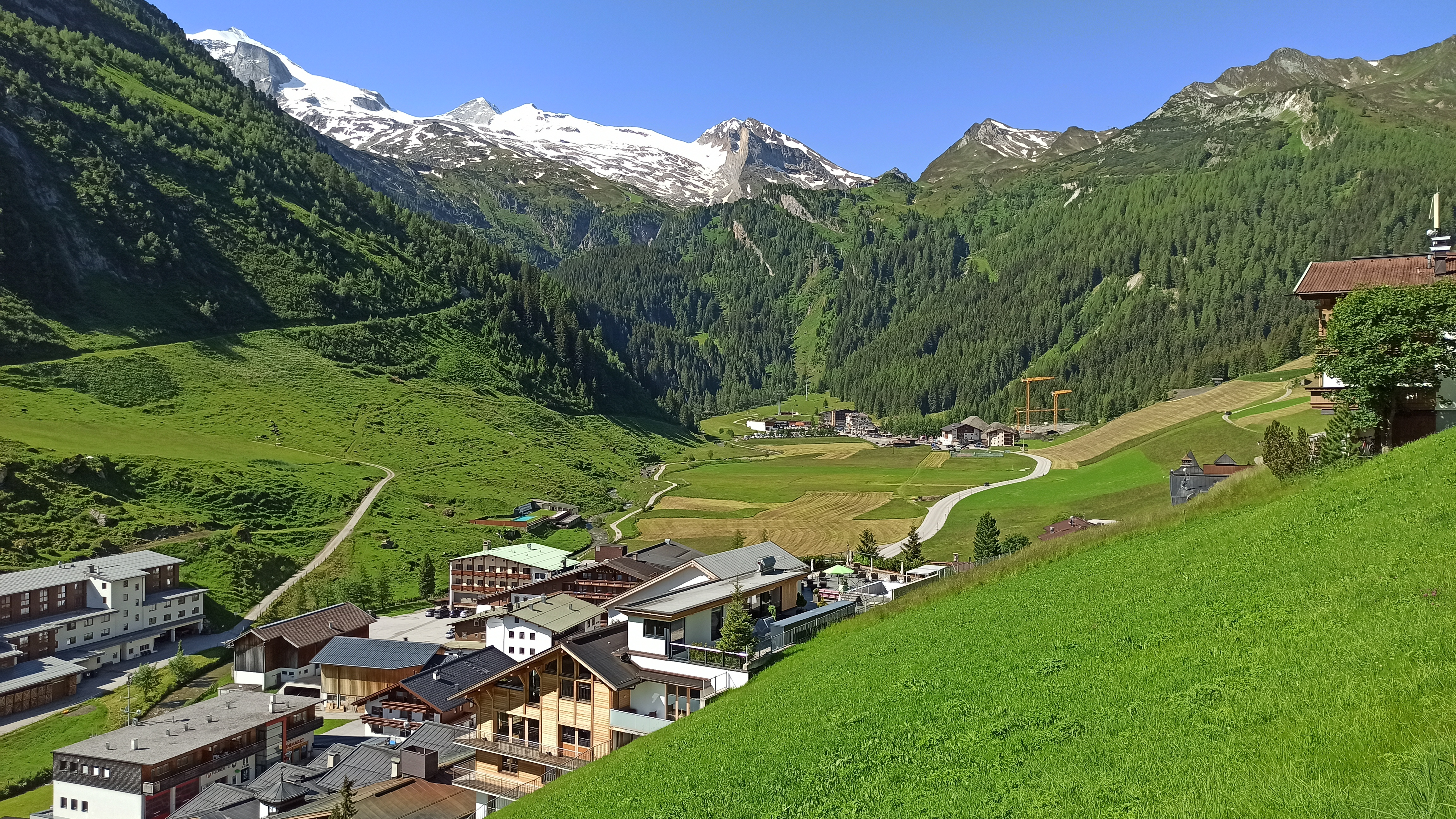
Hintertux im Frühsommer (2020)

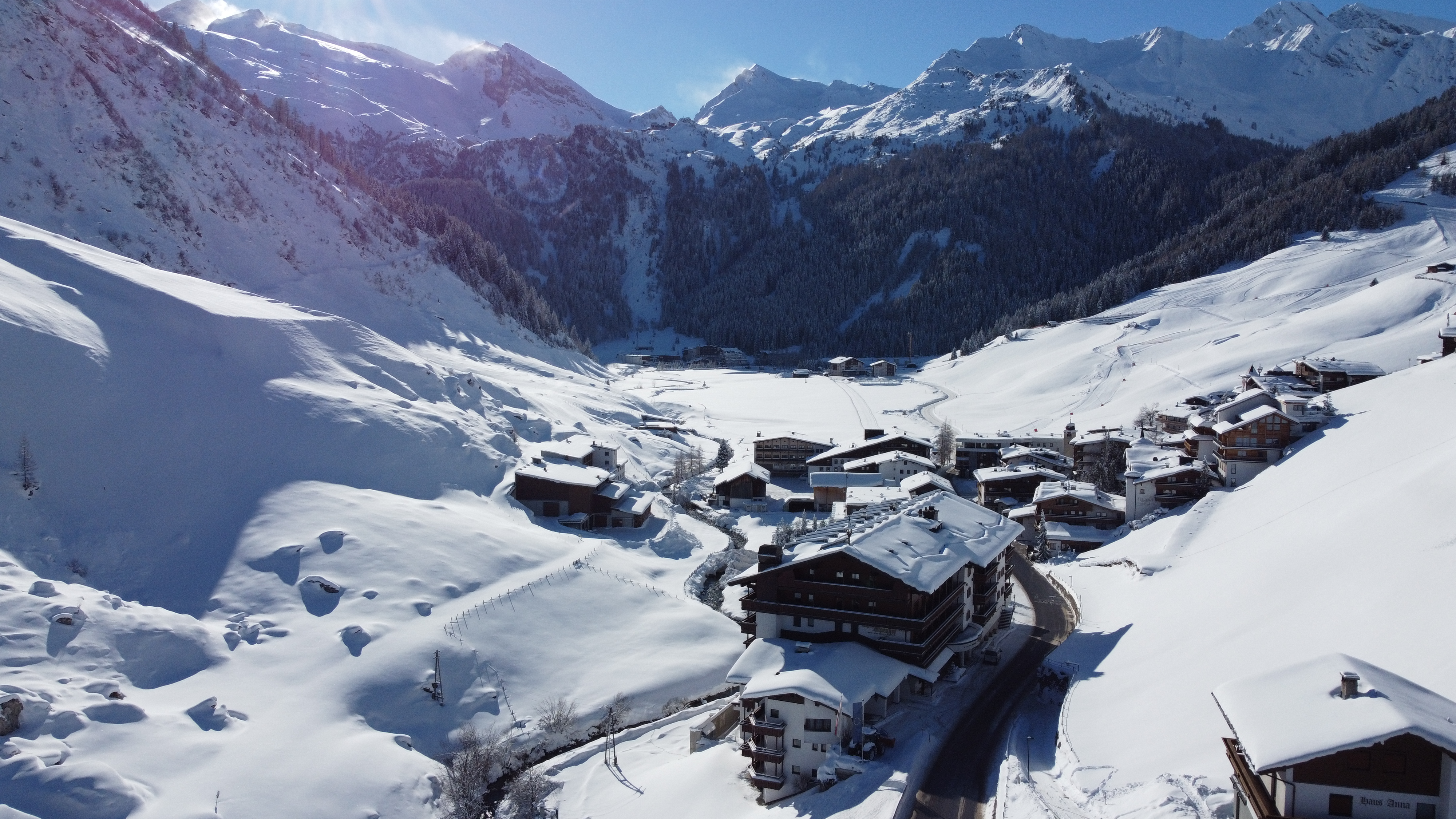
Hintertux im Winter (2021)

(1493 m ü. A.) liegt im hintersten Teil des Tals, am Fuße des Hintertuxer Gletschers (dem einzigen Ganzjahresskigebiet Österreichs), und ist umrahmt von Bergen und Gletschern. Er besteht aus Hotels, Gasthöfen und vereinzelten Bauernhäusern. Die Kirche Maria Himmelfahrt wurde 1952 anstelle eines 1941 gesprengten Vorgängerbaus fertiggestellt.
In Hintertux befindet sich die höchstgelegene Thermalquelle und das höchste Thermalbad Europas. In unmittelbarer Nähe des Spannagelhauses liegt die Spannagelhöhle, die mit über 10 km Länge die größte Naturhöhle der Zentralalpen ist. Die unter Denkmalschutz stehende Höhle ist unter fachkundiger Leitung zu besichtigen.
Am Tuxer Ferner liegt das einzige Ganzjahresskigebiet Österreichs mit einem breiten Angebot an Liften. Die Ortschaft ist Ausgangspunkt zahlreicher Wanderungen und hoch-alpiner Touren. In den Herbstmonaten startet die Skisaison am Hintertuxer Gletscher.
Das Skigebiet Hintertuxer Gletscher gehört zum Skigebiet Zillertal 3000.
Hintertux hat 178 Einwohner (Stand: 2006). Es gehörte bis 1926 zur Gemeinde Schmirn am Brenner.
Als einziger Ortsteil von Tux hat Hintertux eine eigene Postleitzahl (6294).

Historische Aufnahmen von Hintertux
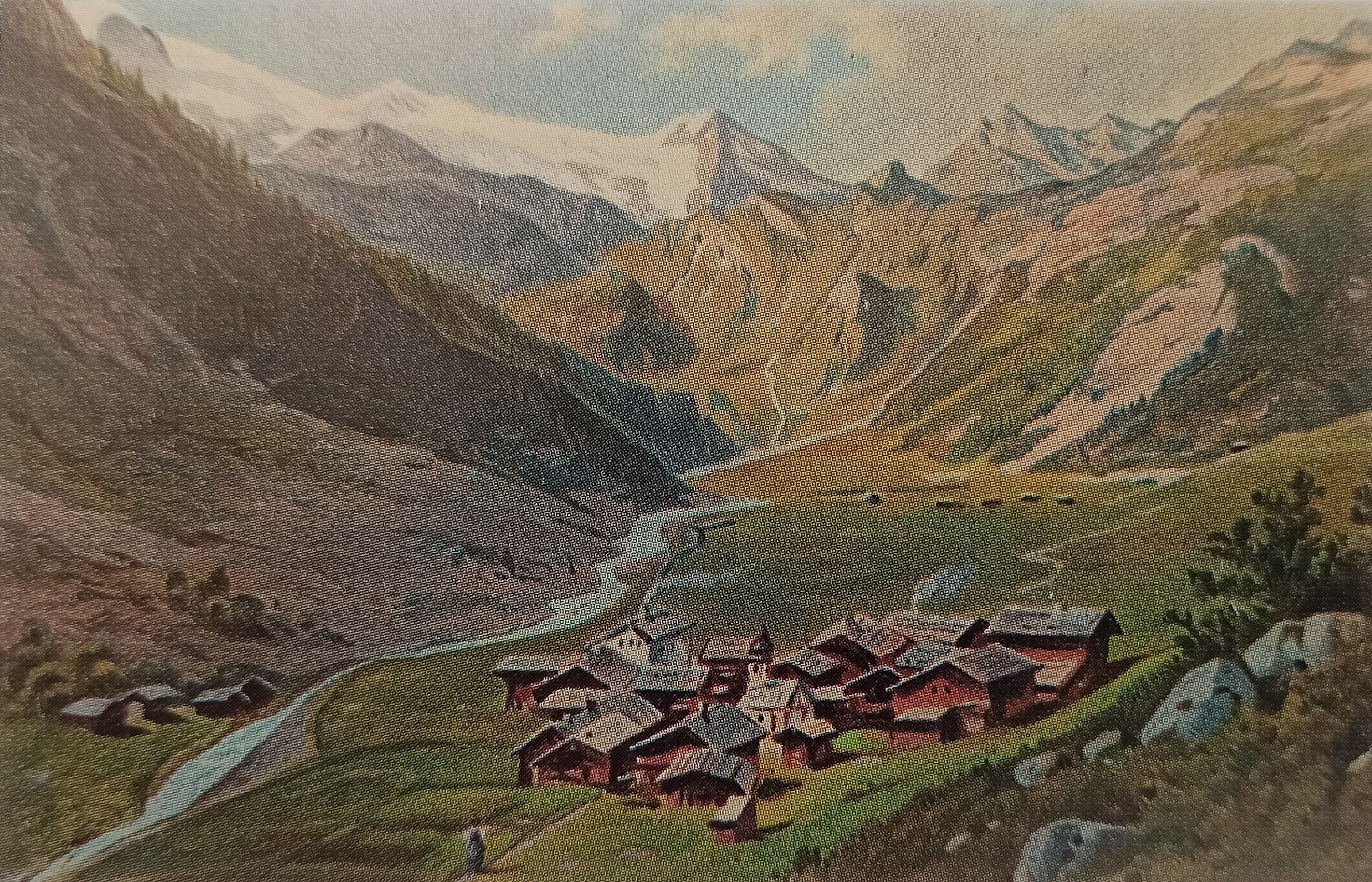
Hintertux (Chromolithographie 1880)
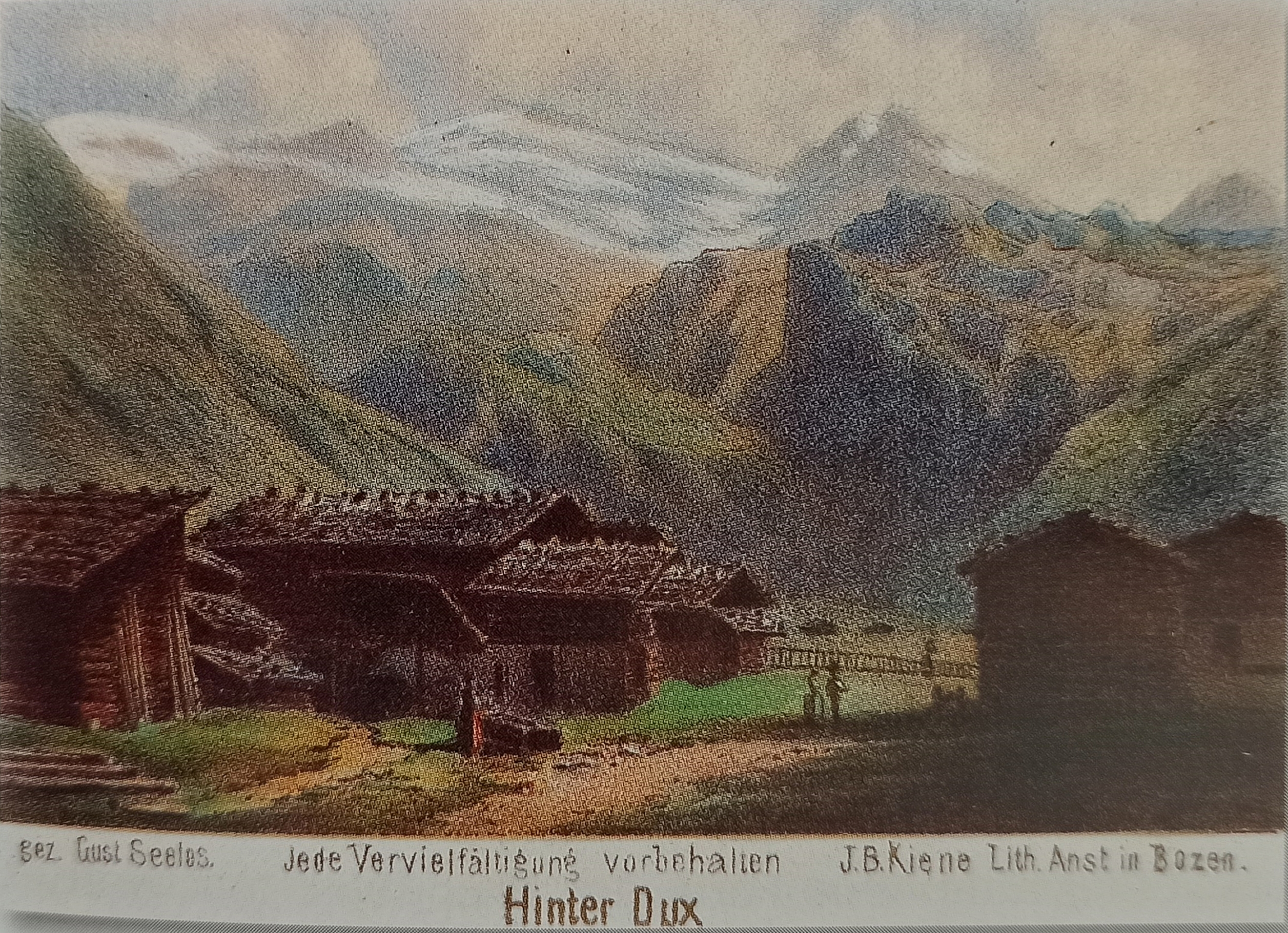
Hintertux Chromolithographie 1869
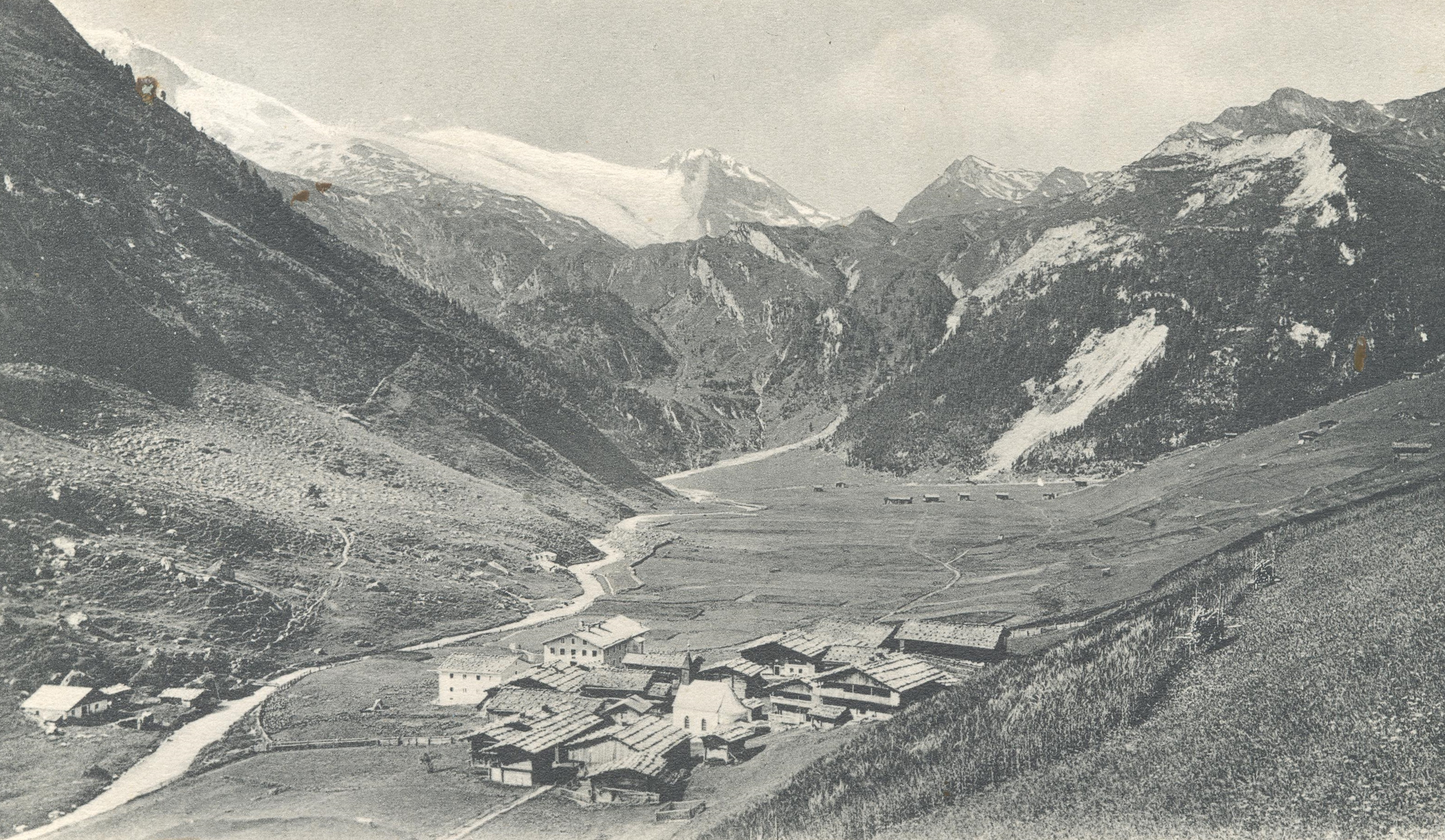
Hintertux 1902
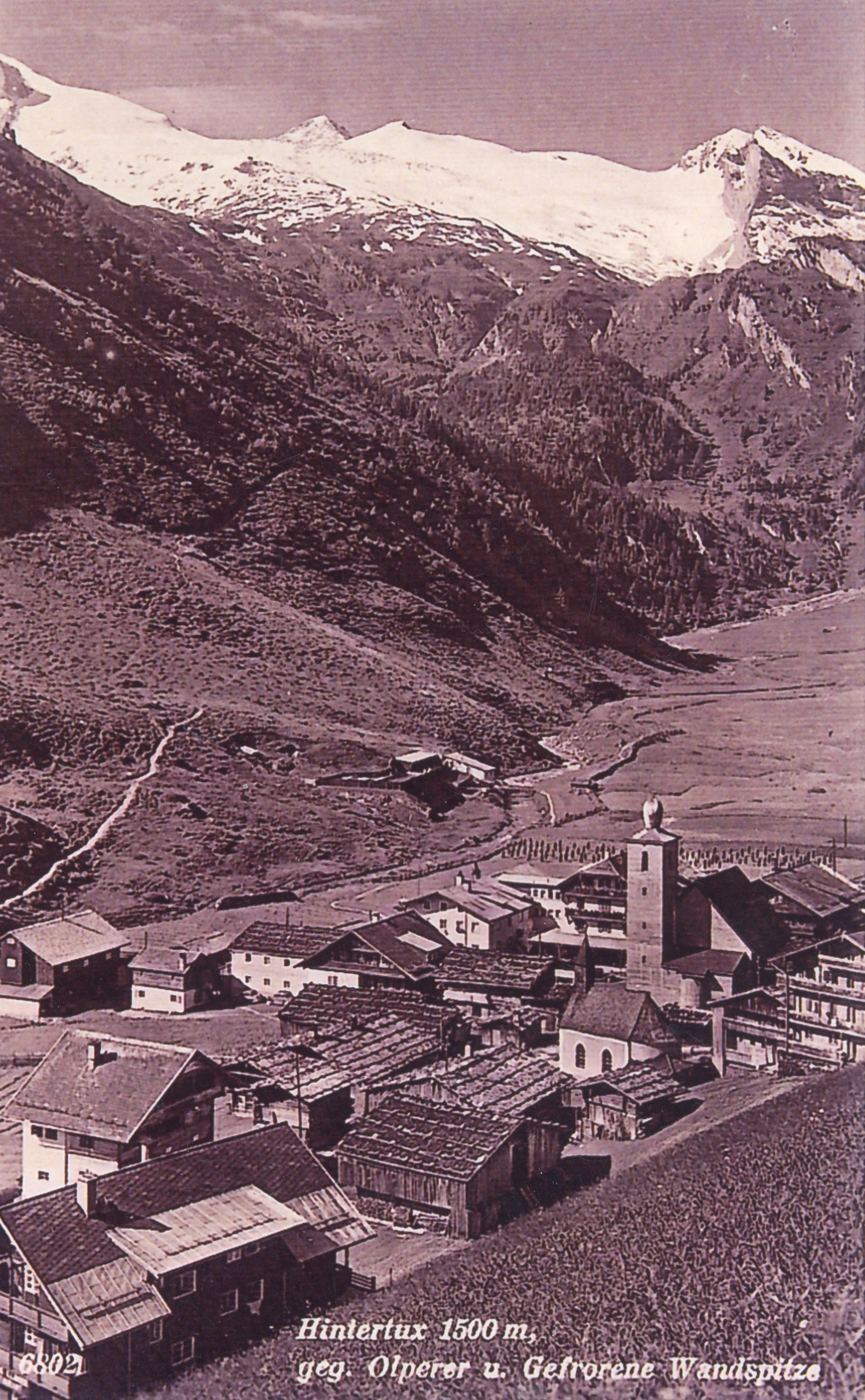
Hintertux vor 1940

### Nachbargemeinden
| Wattenberg Kolsassberg Weerberg (Bezirk Innsbruck-Land) |                                             | Hippach Schwendau |
|                                                         | Kompassrose, die auf Nachbargemeinden zeigt | Finkenberg        |
| Navis Schmirn (Bezirk Innsbruck-Land)                   |                                             |                   |

## Geschichte

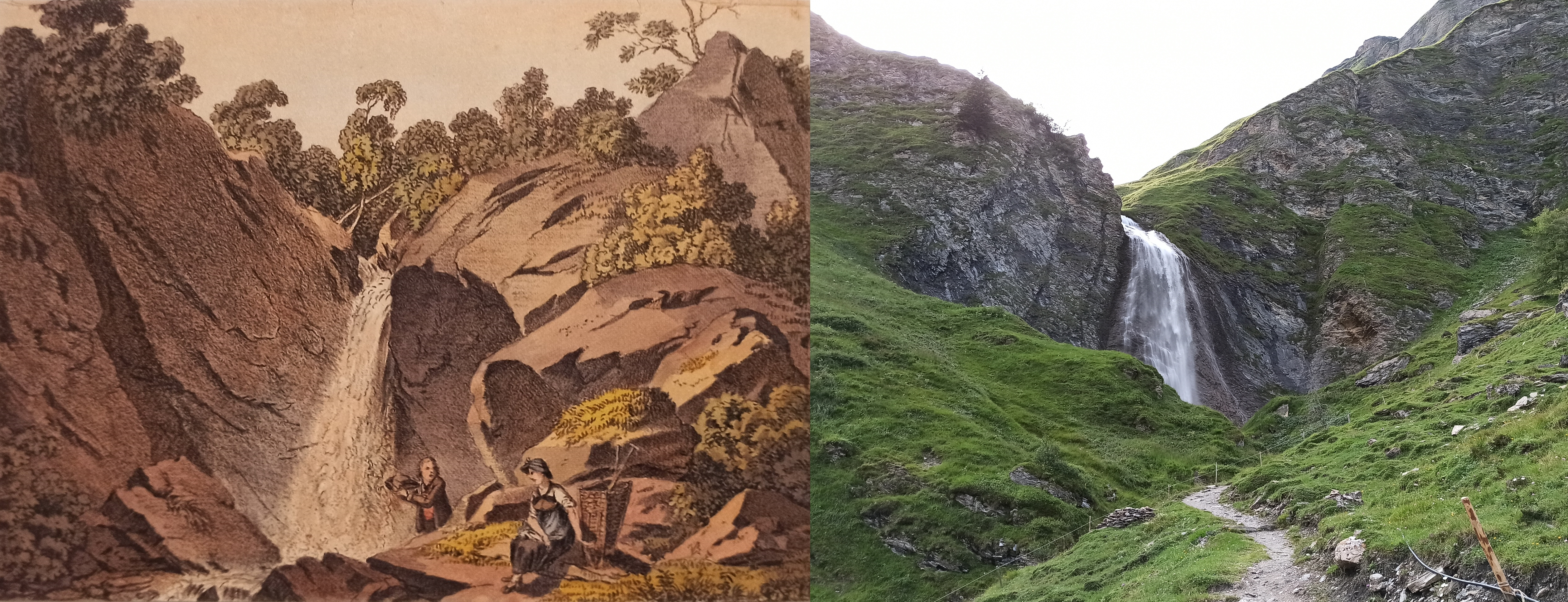
Gegenüberstellung Wasserfall am Tuxbach 1820–2020

Das Tuxer Tal war schon in vorgeschichtlicher Zeit begangen, davon zeugen Funde aus der mittleren Steinzeit. Die ersten Bewohner des Tals waren wahrscheinlich Breonen, die zu dem Stamm der Räter zählen und im Wipptal siedelten.
Hirten und Bergbauern besiedelten das Tal vom Schmirntal aus über das Tuxer Joch und kultivierten es durch ihre Rodungstätigkeit. Die ersten Höfe waren Schwaighöfe, die ihren Zins in Naturalien abliefern mussten.
889 kam das Tuxer Tal mit anderen Teilen des Zillertals an das Erzbistum Salzburg. Im Jahr 1280 wurde der Name als Tukches erstmals urkundlich erwähnt. Ursprünglich war der Name nur für den Fluss geläufig.  Hintertux wurde früher auch Wildentuks (1294) und das Torbachtal auch Nassentuchs (1449) genannt. Das Wort leitet sich wahrscheinlich von der indogermanischen Sprachwurzel teg ab, was laufen, fließen, dahinschmelzen bedeutet.
Das hinterste Tal zwischen Lanersbach und Hintertux war bis zum Jahr 1438 Lehen des Gerichts Matrei am Brenner und später Steinach am Brenner. Bis 1926 gehörte Hintertux zur Gemeinde Schmirn. 1926 schloss sich Hintertux mit Lanersbach und der Hauptmannschaft Lämperbichl zur Gemeinde Tux zusammen.
Im späten 19. Jahrhundert, als Autos noch nicht weit verbreitet waren und es noch keine Straße in das Tuxer Tal gab, wurden Lebensmittel, Medikamente und andere Waren von sogenannten „Bötinnen“ in das Tal gebracht. Die bekannteste „Bötin“ war Filomena Fankhauser (1875–1943), welche über 40 Jahre lang Waren und Post beförderte.

### Bevölkerungsentwicklung
| Tux: Einwohnerzahlen von 1869 bis 2024              | Tux: Einwohnerzahlen von 1869 bis 2024 | Tux: Einwohnerzahlen von 1869 bis 2024 | Tux: Einwohnerzahlen von 1869 bis 2024 | Tux: Einwohnerzahlen von 1869 bis 2024 |
| --------------------------------------------------- | -------------------------------------- | -------------------------------------- | -------------------------------------- | -------------------------------------- |
| Jahr                                                |                                        |                                        |                                        | Einwohner                              |
| 1869                                                | 1869                                   |                                        | 824                                    | 824                                    |
| 1880                                                | 1880                                   |                                        | 777                                    | 777                                    |
| 1890                                                | 1890                                   |                                        | 797                                    | 797                                    |
| 1900                                                | 1900                                   |                                        | 753                                    | 753                                    |
| 1910                                                | 1910                                   |                                        | 700                                    | 700                                    |
| 1923                                                | 1923                                   |                                        | 828                                    | 828                                    |
| 1934                                                | 1934                                   |                                        | 1.122                                  | 1.122                                  |
| 1939                                                | 1939                                   |                                        | 1.227                                  | 1.227                                  |
| 1951                                                | 1951                                   |                                        | 1.315                                  | 1.315                                  |
| 1961                                                | 1961                                   |                                        | 1.496                                  | 1.496                                  |
| 1971                                                | 1971                                   |                                        | 1.787                                  | 1.787                                  |
| 1981                                                | 1981                                   |                                        | 1.735                                  | 1.735                                  |
| 1991                                                | 1991                                   |                                        | 1.950                                  | 1.950                                  |
| 2001                                                | 2001                                   |                                        | 1.925                                  | 1.925                                  |
| 2011                                                | 2011                                   |                                        | 1.924                                  | 1.924                                  |
| 2021                                                | 2021                                   |                                        | 1.952                                  | 1.952                                  |
| 2024                                                | 2024                                   |                                        | 1.927                                  | 1.927                                  |
| Quelle(n): Statistik Austria, Gebietsstand 1.1.2021 |                                        |                                        |                                        |                                        |

## Kultur und Sehenswürdigkeiten
- Katholische Pfarrkirche Tux hl. Thomas
- Natureispalast Hintertux am Hintertuxer Gletscher. Führungen auch mit den Aspekten Wissenschaft und Abenteuer durch 40 m lange Teile einer Gletscherspalte, 25 m unter der Piste der Gefrorenen Wand.[8]

## Wirtschaft und Infrastruktur

### Landwirtschaft
Auf den Wiesen und Almen des Tuxertales wird bis heute Landwirtschaft betrieben, auch wenn die meisten Betriebe diese lediglich als Nebenerwerb weiterführen.

### Bankwesen
Die heutige Raiffeisenbank Tux wurde ursprünglich am 1897 als "Spar- und Darlehenscassa-Verein nach dem System des F. W. Raiffeisen" gegründet. Bei der Gründungsversammlung der genossenschaftlich organisierten Bank am 28. März beteiligten sich 34 Einwohner mit je 10 Gulden am Verein, welcher sich zur Aufgabe machte, die Spartätigkeit anzuregen und mit dem eingenommenen Geld Darlehen zu vergeben. Heute ist zudem die Erste Bank in Tux mit einer Filiale vertreten.

### Tourismus

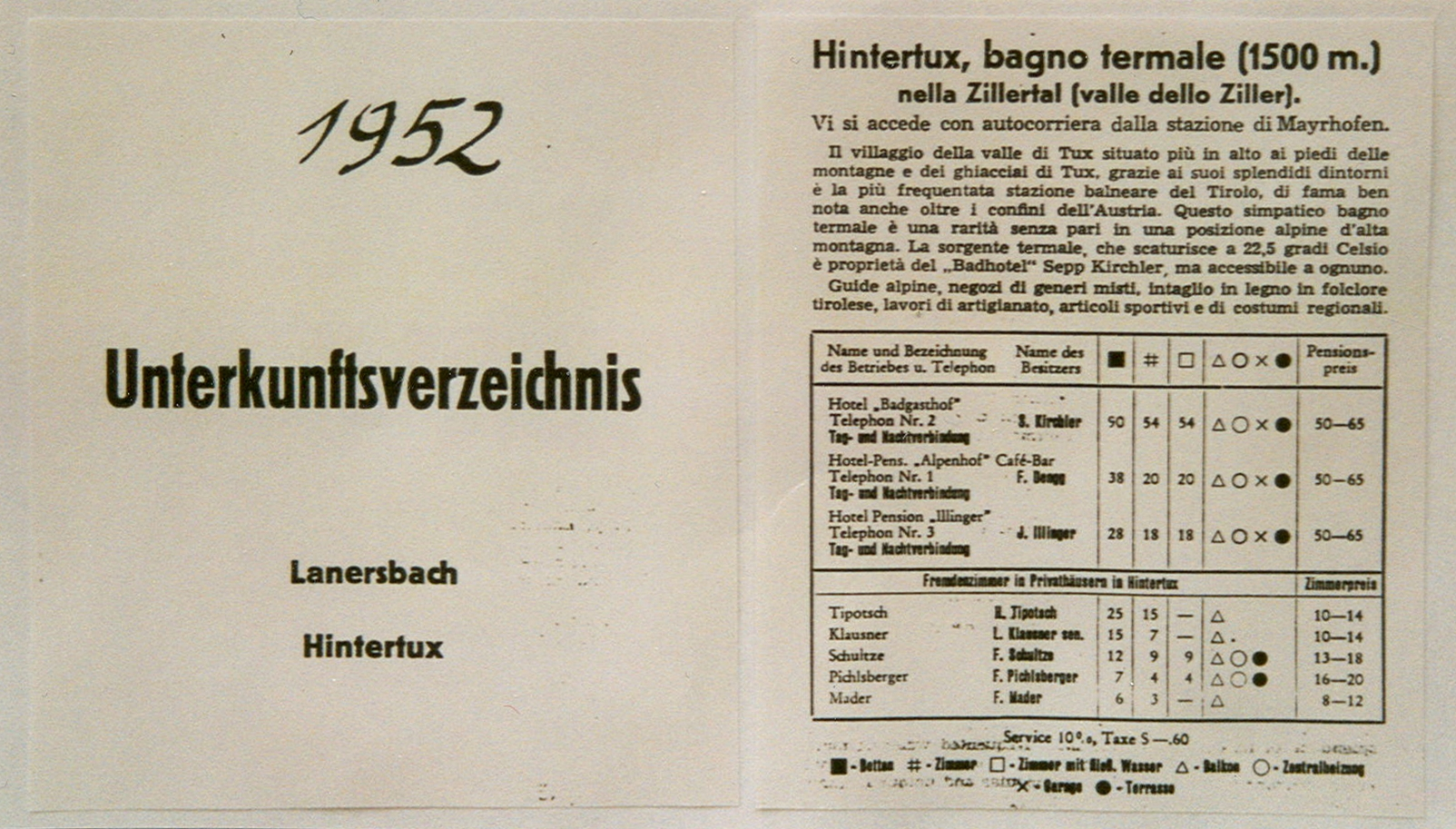
Altes Unterkunftsverzeichnis von Hintertux (1952)

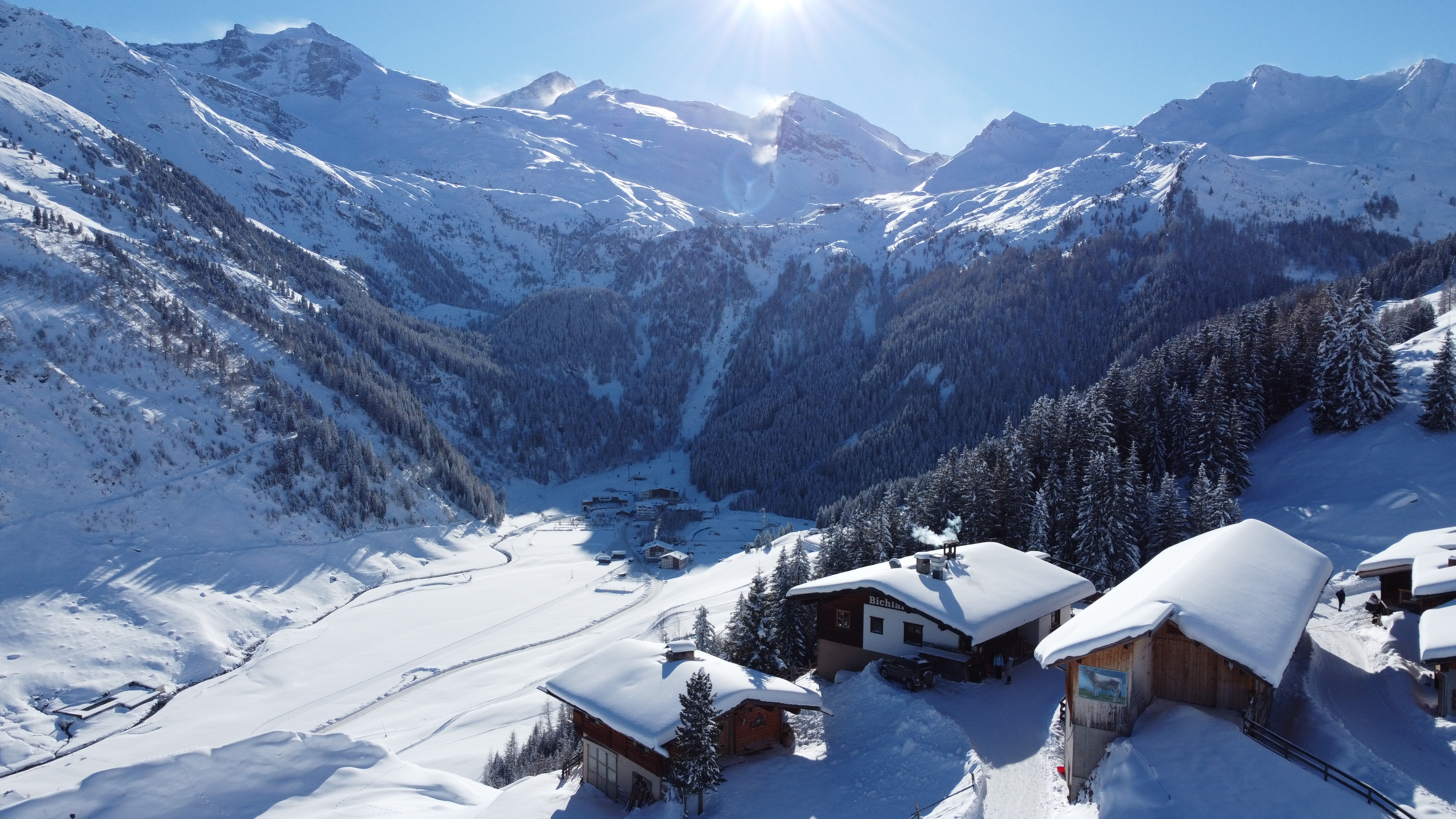
Sicht auf den Hintertuxer Gletscher von der Bichlalm (2021)

Der Tourismus mit zahlreichen Gastgewerbe- und Beherbergungsbetrieben ist der wirtschaftlich bedeutendste Erwerbszweig des Tales. Die Zahl der Nächtigungen stieg von 368.467 im Jahr 1970 auf rund 973.000 im Jahr 2019. Für den Skitourismus wurden insgesamt drei Skigebiete erschlossen: im Jahr 1961 zuerst das Gebiet Eggalm, ab 1968 der Hintertuxer Gletscher und ab 1984 der Rastkogel, welcher ab 2001 mit einer Pendelbahn mit dem Skigebiet Penken verbunden wurde. Vor allem in den 2000er-Jahren wurden in allen Skigebieten durch den Ausbau der Liftinfrastruktur die Kapazitäten massiv erhöht. Der Hintertuxer Gletscher wird von Beginn an als Ganzjahresskigebiet betrieben. Ebenso wichtig ist für die Region der Zusammenschluss der Tuxer Schigebiete in Richtung Finkenberg und Mayrhofen (Penken). Nach Mayrhofen hat Tux die zweithöchsten Nächtigungszahlen im Zillertal aufzuweisen.
Durch die COVID-19-Pandemie und die damit zusammenhängenden Lockdowns und Reisebeschränkungen sowie die Wirtschaftskrise wurde die stark vom Tourismus abhängige Gemeinde wirtschaftlich hart getroffen. Rund 973.000 Nächtigungen im Jahr 2019 stehen nur ca. 671.000 Nächtigungen im Jahr 2020 entgegen.

### Verkehr

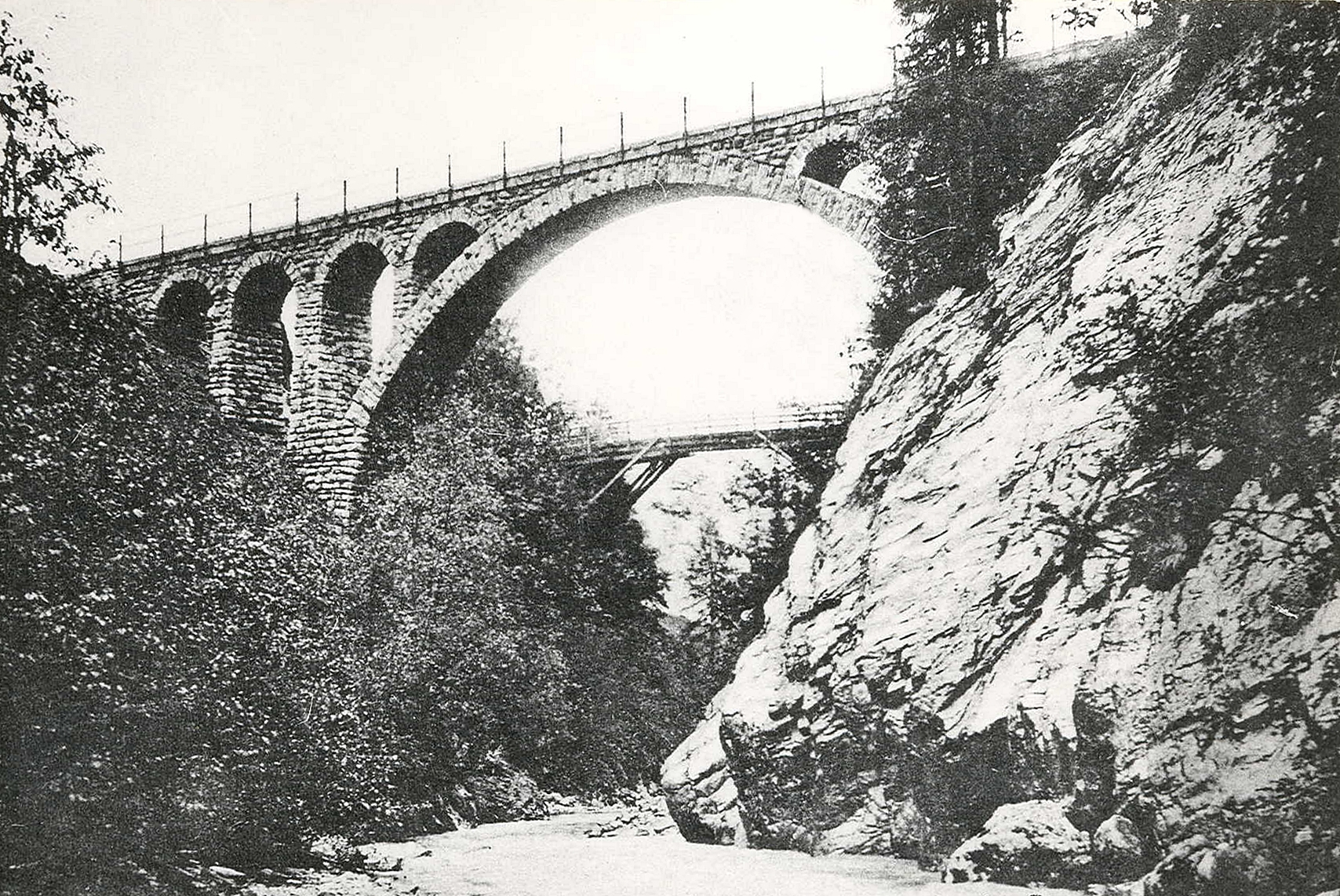
Die alte Rosengartenbrücke (um 1920)

Tux ist von Mayrhofen über die Tuxer Straße (L 6) erreichbar. Diese Straße wurde von 1911 bis 1913 erbaut, ging damals jedoch nur bis Lanersbach. Erst 1932 wurde sie bis nach Hintertux weitergebaut. Ein wichtiger Punkt auf der Strecke ist die „Rosengartenbrücke“, die zwischen Finkenberg und Tux liegt und 1981 neu errichtet wurde. Die Vorgängerbrücke bestand seit 1913 und wurde am 24. März 1981 im Zuge der Neuerrichtung gesprengt.

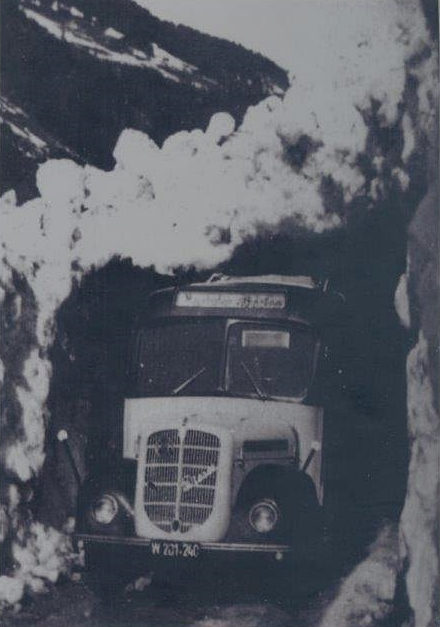
Ein alter Tuxer Postbus fährt durch einen Lawinenkegel (um 1930)

Der nächstliegende Bahnhof der ÖBB ist Jenbach, welches gleichzeitig der Ausgangsbahnhof der Zillertalbahn ist. Vom Bahnhof Mayrhofen der Zillertalbahn besteht ein Busverkehr. Dieser Busverkehr wurde 1927 eröffnet.
1927 entschloss sich die Gemeinde Tux zur Gründung eines Autobusunternehmens, welches mit Busfahrer Heinrich Erler Bewohner und Gäste von Lanersbach nach Mayrhofen und umgekehrt brachte. Später wurde dieser Dienst, welcher ab 1932 auch bis nach Hintertux führte, durch die Österreichische Postbus AG übernommen, bevor die Linie 2005 privatisiert wurde. Seitdem werden die Fahrten auf diesem Abschnitt vom Unternehmen Christophorus durchgeführt. Heute verkehrt zusätzlich innerhalb des Tuxertales tagsüber zwischen Vorderlanersbach und Hintertux der kostenlose Tuxer Sportbus. In den Wintermonaten gibt es zudem einen kostenpflichtigen Nightliner bis zwei Uhr früh.

### Ehemaliges Magnesitbergwerk

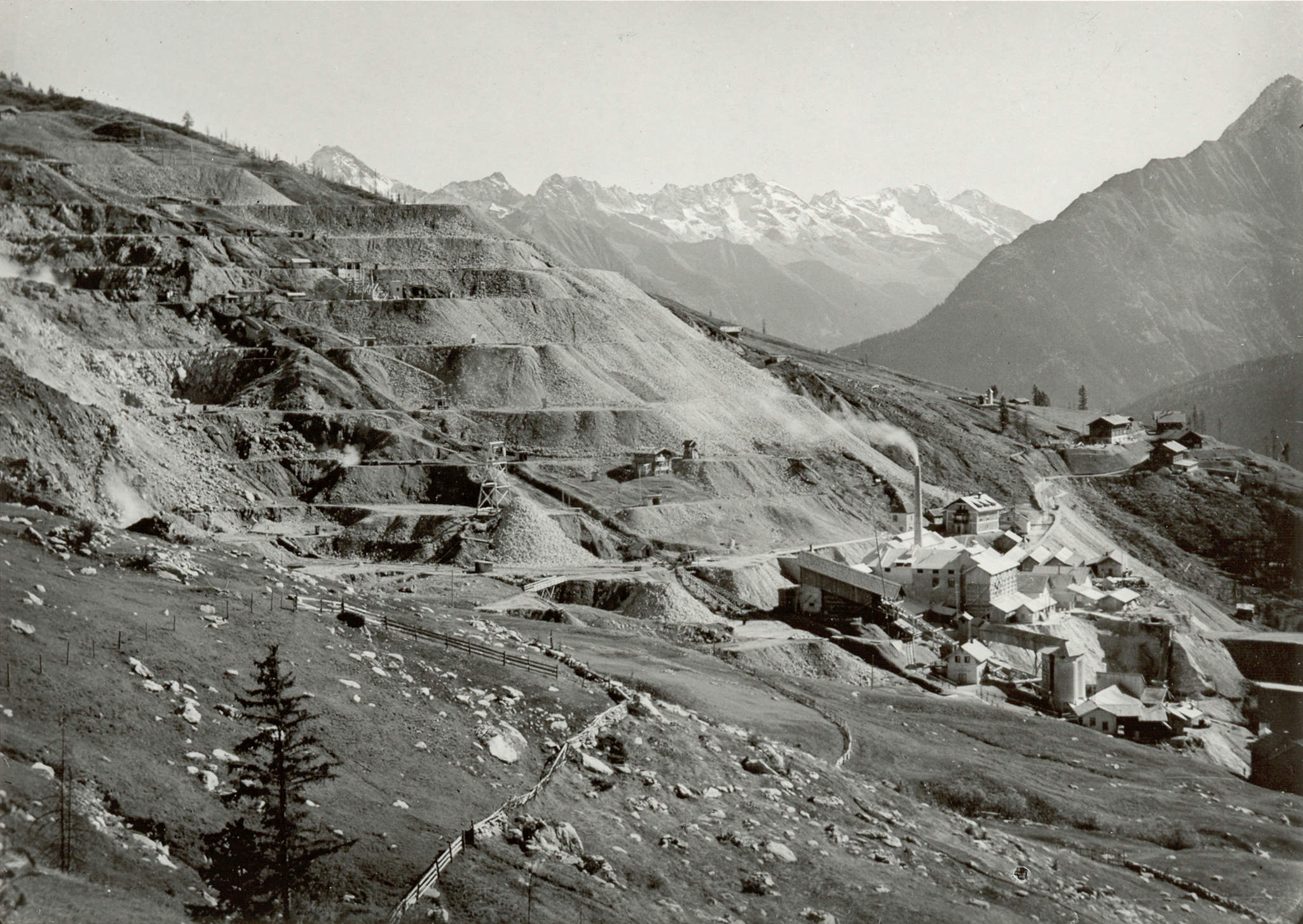
Magnesitbergbau in Tux um 1950

Von 1927 bis 1976 bestand etwa 500 m oberhalb von Vorderlanersbach das Magnesitbergwerk Tux, das höchstgelegene Europas. Im Tagebau und Stollenabbau wurde dort von bis zu 400 Arbeitern Magnesit gewonnen. Spezielle Seilbahnen für Personen und Materialtransport verbanden das Werk mit Lanersbach und dem Verladebahnhof im Zillertal bei Mayrhofen. Auf der Schrofenalm, etwa 500 m vom Werk entfernt entstand eine kleine Siedlung mit Wohnungen, einer Schule, einem Lebensmittelladen, einem Kino etc. für die Werksangehörigen und deren Familien. Nach Einstellung des Betriebes 1976 wurde das Werk komplett abgetragen und renaturiert. Erhalten blieben lediglich die 1947 nach den Plänen von Hubert Prachensky mit Fresken von Max Weiler errichtete Barbarakapelle sowie zwei ehemalige Wohnhäuser, die „Schrofenhäuser“.

## Politik

### Gemeinderat
Der Gemeinderat besteht aus 13 Mitgliedern. Bei der letzten Gemeinderats- und Bürgermeisterwahl am 28. Februar 2016 gab es eine hohe Wahlbeteiligung mit 80,7 % der Wahlberechtigten, welche Simon Grubauer zum Bürgermeister wählten. Seine Wählergruppe „Gemeinsam voran“ erreichte zudem die absolute Mehrheit mit 51,91 % an Stimmen und 7 Sitzen im Gemeinderat.
| Partei                                           | 2022  | 2022    | 2016  | 2016    | 2010  | 2010    |
| Partei                                           | %     | Mandate | %     | Mandate | %     | Mandate |
| ------------------------------------------------ | ----- | ------- | ----- | ------- | ----- | ------- |
| Gemeinsam voran 1)                               | 63,33 | 9       | 51,91 | 7       | 37,66 |         |
| Für Tux                                          | 26,45 | 3       |       |         |       |         |
| Bürgerliste Tux – #mituns 2)                     | 10,23 | 1       | 9,41  | 1       | 12,82 |         |
| Team Tux 2022 – Willeit Franz                    |       |         | 31,02 | 4       |       |         |
| Für unser Tuxertal                               |       |         | 7,66  | 1       |       |         |
| Team Tux – Gemeinschaftsliste Bgm. Hermann Erler |       |         |       |         | 37,82 |         |
| Tuxer Bauern – die Wurzeln des Tales             |       |         |       |         | 11,69 |         |

1) Die Partei kandidierte 2010 unter dem Namen „Gemeinsam Voran - Frischer Wind für Tux“
2) Die Partei kandidierte 2010 unter dem Namen „Bürgerliste Tux“
Für das Jahr 2021 hat die Gemeindevertretung im Februar 2021 einen Haushaltsvoranschlag verabschiedet, in dem Erträge von 7,193 Mio. Euro Aufwendungen von 7,776 Mio. Euro entgegenstehen. Für Wildbachverbauung wurden Ausgaben in der Höhe von rund 406.000 Euro, für Lawinenverbauung rund 266.000 Euro veranschlagt. Die Freizeitwohnsitzabgabe bringt der Gemeinde Einnahmen von rund 24.000 Euro pro Jahr.

### Ortsvorsteher und Bürgermeister
Ortsvorsteher seit 1902 waren:
- bis 14.09.1902 Johann Erler
- 14.09.1902 – 20.08.1905 Alois Gredler
- 20.08.1905 – 21.08.1908 Johann Geisler
- 21.08.1908 – 04.08.1911 Alois Gräßling
- 04.08.1911 – 30.10.1917 Josef Erler
- 30.10.1917 – 14.12.1919 Josef Geisler
- 14.12.1919 – 24.12.1922 Georg Stock
- 24.12.1922 – 01.02.1925 Alois Gredler
- 1925 Franz Mader (Ortsvorsteher von Hintertux)
- 01.02.1925 – 17.01.1932 Josef Wechselberger
- 17.01.1932 – 29.12.1935 Franz Erler
- 29.12.1935 – 22.04.1937 Sigmund Geisler
- 22.04.1937 – 14.03.1938 Thomas Wechselberger
- 14.03.1938 – 03.05.1945 Friedrich Kreidl
- 04.05.1945 – 08.04.1950 Franz Erler (2. Amtszeit)
- 08.04.1950 – 14.05.1960 Johann Stock
- 14.05.1960 – 22.09.1966 Karl Stock
- 12.10.1966 – 17.10.1980 Franz Berger
- 20.11.1980 – 16.03.1986 Reinhard Wechselberger
- 03.04.1986 – 15.03.1992 Franz Berger (2. Amtszeit)
- 15.03.1992 – 28.02.2016 Hermann Erler
- seit 28.02.2016 Simon Grubauer

### Wappen

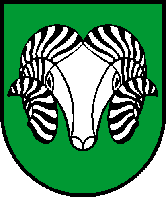
Wappen von Tux

Der Wappenentwurf von Edda Reinl wurde 1974 genehmigt und der Gemeinde am 26. September 1976 von der Tiroler Landesregierung verliehen. Auf dem Wappen ist "in Grün ein silberner Widderkopf" abgebildet. Der Widder ist ein Tiroler Steinschaf, eine Rasse, die "seit alters" in Tux gezüchtet und deren Wolle für den Tuxer Loden, einen Teil der Zillertaler Tracht, verwendet wird. Die Rasse war bis 1970 massiv vom Aussterben bedroht und wurde dank Tuxer Züchtern gerettet und erhalten.

## Persönlichkeiten
- Elisabeth Kirchler (* 1963), Skirennläuferin
- Ludwig Gredler (* 1967), Biathlet
- Nina Tipotsch (* 1988), Skirennläuferin
- Stephanie Brunner (* 1994), Skirennläuferin